# Cunizza da Romano
Cunizza da Romano (vers 1198-1279) était une noble italienne et membre de la dynastie da Romano. Les mariages et les liaisons de Cunizza, notamment avec le troubadour Sordel da Goito, sont documentés. Cunizza apparaît également comme personnage dans des œuvres littéraires, telles que la Divine Comédie de Dante Alighieri.

## Biographie

### Début de la vie
Cunizza da Romano est née vers 1198 dans la Marche trévisane, une région du nord-est de l'Italie entre Venise et les Alpes. Elle était la troisième et la plus jeune fille d'Ezzelino IIe, un noble gibelin. Cunizza, ainsi que ses deux frères Alberico da Romano et Ezzelino III da Romano, ont été conçus avec la troisième épouse d'Ezzelino, Adelaide degli Alberti di Mangona, une noble d'origine toscane.

### Mariage médiéval et contexte historique
Cunizza, Alberico et Ezzelino III sont nés à une époque de l'Italie médiévale qui avait organisé un système de répartition des richesses entre les membres de la famille unis par le sang ou le mariage. Les fils d'un noble recevaient chacun une fraterna, une partie de l'héritage. Ezzelino III a reçu une fraterna avec son frère, Alberico, de leur père en 1223, tandis que Cunizza a reçu 3 000 lires comme dot. À cette époque, les femmes ne recevaient qu'une partie de la dot après le décès de leur mari et il n'y a aucune preuve que Cunizza ait racheté ses fonds de dot après la mort de son dernier mari. Ezzelino III a cherché l'opportunité de faciliter sa propre influence militaire et politique,à partir des mariages choisis. En 1249, Ezzelino emprisonna trois frères de la famille dei Dalesmanini, ses alliés les plus proches car ceux-ci s'étaient arrangés pour que leur sœur se marie en secret avec l'un des rivaux politiques d'Ezzelino, le comte Rizzardo da Sanbonifacio de Vérone. Pour Ezzelino, cette union était une déclaration de guerre .

### Vie personnelle et liaisons
La chronologie des divers mariages et relations amoureuses de Cunizza montre que ses unions ont été exploitées par Ezzelino III afin de faire avancer son programme politique et de semer la discorde entre ses factions rivales. De nombreuses études modernes sur les mariages médiévaux ont expliqué le manque de respect apparent d'Ezzelino III pour les traditions matrimoniales, ne voyant les unions et les séparations que comme des outils politiques pour son expansion du pouvoir.
En 1222, Cunizza da Romano épousa son premier mari, le comte Rizzardo di Sanbonifacio de Vérone. Dans le même temps, Ezzelino III épousa la sœur du comte Zilia, une double alliance qui forgerait la paix entre les Guelfes et les Gibelins de la région et apaiserait l'hostilité précédente entre Ezzelino III et le comte Rizzardo. Cependant, la tension monte en raison de l'alliance entre les Sanbonifacio et la Maison d'Este. Ezzelino et son père, Ezzelino II, pensaient que Cunizza courait le risque d'être prise en otage dans la maison de Rizzardo, alors ils ont envoyé Sordel pour enlever Cunizza et la ramener à la cour. En 1226, c'est Ezzelino III qui devient podestat et bannit Rizzardo de Vérone, rompant officiellement le premier mariage de Cunizza .
Cunizza a donné naissance au fils de Rizzardo, Leoisio, qu'elle a quitté lorsqu'elle a été enlevée par Sordel. Leoisio héritera du titre de comte ainsi que du contrôle du château de Sanbonifacio, une tâche qu'il échoua lorsqu'il fut manipulé par son oncle Ezzelino III pour quitter le château pour qu'il soit détruit.
Cunizza a alors entrepris une histoire d'amour avec Sordel. Troubadour de Goito, Sordello et Cunizza seraient tombés amoureux au premier regard  à la cour de Rizzardo. Leur liaison a été brisée quand Ezzelino III l'a banni de la maison da Romano pour maintenir leur réputation. Sordel était né dans une classe sociale inférieure, donc sa romance avec Cunizza aurait pu être estimée comme une infiltration parmi les courtisans de rang supérieur.
Afin d'éviter d'être mariée par son frère pour alliance politique, Cunizza prit comme nouvel amant  Bonio di Treviso, un chevalier. En 1239, Alberico était devenu podestat de Trévise et ses efforts pour organiser des campagnes contre Ezzelino III furent soutenus par les dons de Cunizza . En 1242, Bonio a été tué un mois après le samedi saint, alors qu'il défendait Trévise contre l'un des sièges d'Ezzelino .
Après avoir consacré une grande partie de son temps et de son argent  contre son frère, Cunizza après avoir perdu Bonio di Treviso et fait face à la disgrâce est finalement retournée vivre avec Ezzelino III qui l'a  mariée à Naimerio da Breganze, un noble vicentin, en guise de déclaration d'allégeance politique. Cependant, les récits de Battista Pagliarini rapportent que certains des da Breganze avaient fui Vicence en 1256, ne voulant pas vivre sous le joug d'Ezzelino III . Plusieurs versions de la mort de Naimerio ont circulé, y compris le meurtre par Ezzelino et la mort au combat à Longare.

### Dernières années
Après la mort de ses deux frères, Cunizza est allée vivre en Toscane avec sa famille maternelle, les Alberti di Mangona. Deux documents notariés apparaissent avec son nom signé, le premier étant une émancipation de certains esclaves da Romano le 1er avril 1265 . L'acte de Cunizza pour « assurer le salut des âmes »  sa famille n'incluait aucun esclave qui s'est rangée du côté d'Alberico, mais le document mentionne explicitement que si c'était le cas, ils seraient damnés en enfer. La signature de cette déclaration a eu lieu dans la maison de Cavalcante Cavalcanti.
La seconde était la rédaction et la signature du testament de Cunizza en 1279; à cette époque, elle avait accumulé une grande richesses. Elle a laissé un cadeau entre vifs à son cousin, le comte Alessandro degli Alberti da Mangona, un toscan qui est apparu  dans le cercle  des traîtres de la famille dans le Chant XXXII de l'Enfer de Dante . Cunizza avait également des droits sur le château de Mussa, mais le château appartenait au gouvernement trévisan à la suite d'une réclamation de propriété après la mort d'Ezzelino III .

## Dans la littérature

### Cunizza dans laDivine Comédie

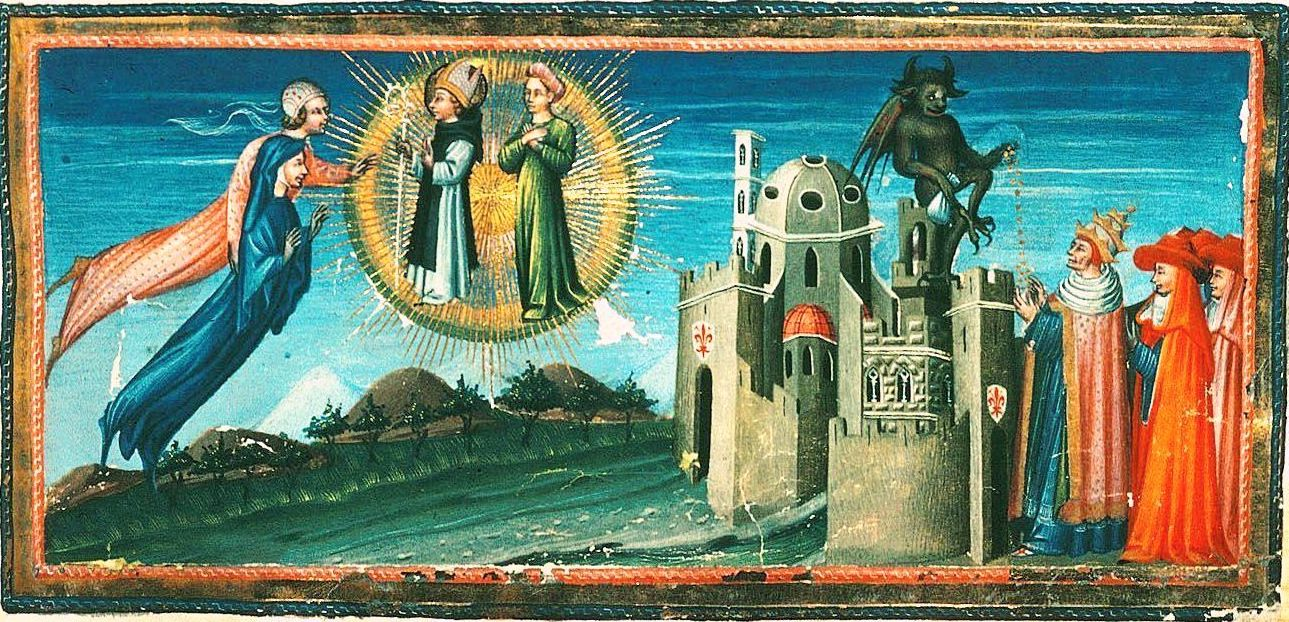
Dante et Béatrice rencontrent Cunizza da Romano et Folco de Marseille dans le ciel de Vénus, Paradiso IX. Par Giovanni di Paolo (1444-1450), British Museum.

Dante Alighieri avait probablement entendu parler de la famille da Romano par l'intermédiaire de Guido Cavalcanti, puisque le père de Guido avait suivi l'une des procédures judiciaires de Cunizza. Dante a également séjourné à la cour des degli Scagligeri à Vérone, la famille qui a succédé à Ezzelino III après sa mort.
Cunizza da Romano apparaît dans le Chant IX du Paradis de Dante. Elle habite dans le ciel de Vénus, tandis que son frère Ezzelino III réside dans le fleuve de sang Phlégéthon, dans le septième cercle de l'Enfer parmi les violents. La nature différente entre les gens est un concept que Dante explore en parlant avec Charles Martel et il a été suggéré que Cunizza et Ezzelino incarnent une application de ce concept.
Dans Paradis, Le Ciel de Vénus est un royaume inférieur du ciel plus proche de la Terre et de son péché. Le placement de Cunizza par Dante est attribué à ses diverses liaisons et mariages, un amour vénusien aux yeux de Dante. Dans son monologue à Dante, Cunizza exprime son manque de remords pour ses péchés charnels.
Le péché de Cunizza, qui existe  en tant qu'amour divin, est une transformation que Dante utilise pour plusieurs figures du Paradis. Elle reconnaît que sa conduite peut être jugée scandaleuse pour les mortels sur Terre, puisque l'érudition du christianisme médiéval ne décrivait pas le paradis comme un espace qui accepte l'amour érotique ou ceux qui l'ont vécu. Il y a débat sur la question de savoir si Cunizza a surmonté ses désirs parce qu'elle accepte explicitement ses anciens défauts, un cas rare dans la Divine Comédie. Les commentateurs ont noté que ces discussions étaient nées d'une interprétation incorrecte de l'introduction de Cunizza; quand elle dit que Vénus l'a « conquise », l'essence de Vénus est l'amour divin, plutôt que les désirs charnels qui sont souvent associés à Vénus.
Cunizza est en outre chargée de discuter de la corruption de la Marche trévisane et du nord-est de l'Italie. Elle prophétise que Cangrande della Scala, le principal mécène de Dante, prendra le contrôle de Trévise en tant qu'autocrate absolu, après la mort de son tyran, Rizzardo da Camino . Elle prévoit également qu'Alessandro Novello, évêque de Feltre, remette trois frères gibelins aux Guelfes de Ferrare pour qu'ils soient exécutés, après avoir leur avoir offert la protection .

### Dans d'autres œuvres
Un récit romancé de la parade nuptiale entre Riccardo et Cunizza, avec un résultat différent, forme la base du premier opéra de Giuseppe Verdi, Oberto, conte di San Bonifacio.
Cunizza est mentionnée à la fois dans Sordel de Robert Browning et dans Cantos d'Ezra Pound.